# Pedicularis odontocorys
Pedicularis odontocorys là loài thực vật có hoa thuộc họ Cỏ chổi. Loài này được T. Yamaz. mô tả khoa học đầu tiên năm 2001.